# Асеб
Асеб (тигр. ዓሰብ, араб. عصب) — місто на півдні Еритреї, столиця зоби (провінції) Дебуб-Кей-Бахрі, порт на узбережжі Червоного моря.
Місто знане своїм великим ринком, пляжами та насиченим нічним життям. В Асебі розташовано Міжнародний аеропорт Асеба. В місті є нафтопереробний завод, але він був закритий в 1997 році по економічним причинам. Біля Асеба розташоване місце, де раніше було античне місто Арсіноя.

## Історія
1869 року місто було куплене компанією Rubattino Shipping Company у місцевого султана і придбане Італією в 1882 році.

## Економіка
На початку 1990-х років портові споруди були значно розширені будівництвом нового терміналу, але товаропотік через порт знизився через припинення торгівлі із Ефіопією внаслідок Еритрейсько-ефіопської війни.
Місто має стратегічне значення не тільки для торгівлі між Еритреєю та Ефіопією, але і для усієї зовнішньої торгівлі Ефіопії, яка не має власних морських портів.

## Клімат
Місто знаходиться у зоні, котра характеризується кліматом тропічних пустель. Найтепліший місяць — липень із середньою температурою 35 °C. Найхолодніший місяць — січень, із середньою температурою 25.6 °С (78 °F).
| Клімат Асеба            | Клімат Асеба | Клімат Асеба | Клімат Асеба | Клімат Асеба | Клімат Асеба | Клімат Асеба | Клімат Асеба | Клімат Асеба | Клімат Асеба | Клімат Асеба | Клімат Асеба | Клімат Асеба | Клімат Асеба |
| Показник                | Січ.         | Лют.         | Бер.         | Квіт.        | Трав.        | Черв.        | Лип.         | Серп.        | Вер.         | Жовт.        | Лист.        | Груд.        | Рік          |
| Абсолютний максимум, °C | 32           | 36           | 38           | 42           | 42           | 42           | 42           | 42           | 41           | 40           | 37           | 36           | 42           |
| Середній максимум, °C   | 31           | 32           | 34           | 37           | 37           | 36           | 40           | 39           | 37           | 37           | 35           | 32           | 36           |
| Середня температура, °C | 25           | 25           | 27           | 30           | 31           | 31           | 35           | 34           | 32           | 31           | 28           | 26           | 30           |
| Середній мінімум, °C    | 20           | 19           | 20           | 23           | 25           | 27           | 30           | 30           | 27           | 25           | 22           | 20           | 24           |
| Абсолютний мінімум, °C  | 10           | 11           | 11           | 13           | 17           | 17           | 21           | 20           | 18           | 17           | 12           | 12           | 10           |
| Норма опадів, мм        | 0            | 0            | 0            | 0            | 0            | 0            | 10           | 0            | 0            | 0            | 0            | 20           | 50           |
| Днів з дощем            | 0            | 0            | 0            | 0            | 0            | 0            | 1            | 0            | 0            | 0            | 0            | 1            | 6            |
| Вологість повітря, %    | 69           | 40           | 71           | 60           | 63           | 67           | 47           | 50           | 63           | 69           | 63           | 62           | 60           |
| ----------------------- | ------------ | ------------ | ------------ | ------------ | ------------ | ------------ | ------------ | ------------ | ------------ | ------------ | ------------ | ------------ | ------------ |
| Джерело: Weatherbase    |              |              |              |              |              |              |              |              |              |              |              |              |              |